# Coalition Eau Secours
 (juillet 2019).
La Coalition Eau Secours est une association québécoise fondée en 1997, qui promeut et demande une meilleure gestion de l'eau.
Ses objectifs sont de :
- Contribuer à une politique globale et intégrée de l’eau dans une perspective de santé des populations et des écosystèmes,  par un travail de recherche, d’éducation, d’information, de sensibilisation et de défense des droits de la population ainsi que par une réflexion critique, argumentée et attentive aux différentes problématiques de l’eau, notamment celles vécues par les citoyens, dans un contexte social national et international ;
- S’assurer que cette politique soit soumise à l’ensemble des citoyens, pour être suivie d’un projet de loi avec réglementation et des outils de contrôle et d’évaluation suffisants ;
- S’assurer que les enjeux, tant locaux, nationaux qu’internationaux soient exposés de façon transparente et limpide dans le cadre d’un véritable débat public ;
- Assurer le suivi des dossiers, des politiques, des projets de réglementation qui touchent l’eau.

Le fonctionnement démocratique de la Coalition regroupe les citoyens par collèges électoraux : Groupes environnementaux, Groupes communautaires et sociaux, Comités de citoyens, Recherche et sensibilisation, Syndicats, Groupes étudiants, Porteurs et Porteuses d’eau.
La Coalition demeure opposée à toutes formes de projets d’exploitation des réserves d'eau souterraine qui compromettent l’accès en qualité et en quantité et continue de lutter contre les projets de privatisation du service de l’eau. Elle dénonce l’absence d’interventions rigoureuses face à la pollution industrielle et agricole et exige l’établissement et le respect de normes de qualité strictes afin de préserver la santé des populations et des écosystèmes et s’oppose aux projets d’exportation de l’eau en vrac. Elle exige aussi que l’eau soit retirée des traités commerciaux internationaux.
Les Porteuses et Porteurs d’eau sont des artistes, intellectuels, scientifiques, qui acceptent de mettre leur notoriété au service des objectifs et des actions de la Coalition Eau Secours. On retrouve parmi ceux-ci : Albert Jacquard, Les Cowboys fringants, David Suzuki, Marc Chabot, Martin Ferron, Ricardo Petrella et près de 90 autres personnalités publiques.